# Torsten Koch (Politiker)
Torsten Koch (* 21. August 1963 in Dessau) ist ein deutscher Politiker (CDU). Er war von 2002 bis 2006 Abgeordneter im Landtag von Sachsen-Anhalt.

## Leben
Koch besuchte von 1970 bis 1981 die Polytechnische Oberschule und absolvierte von 1981 bis 1983 eine Ausbildung als Baufacharbeiter. Im Anschluss war er bis 1990 als Baufacharbeiter beim Straßen-, Brücken- und Tiefbaukombinat in Halle-Neustadt tätig. Von 1991 bis 1996 war er technischer Angestellter bei einer Baufirma, von 1998 bis 2002 kaufmännischer Angestellter.
Koch trat 1990 in die CDU ein und wurde 1999 zum stellvertretenden Vorsitzenden des CDU-Kreisverbandes Saalkreis gewählt. Von 1990 bis 1991 war er stellvertretender Bürgermeister und von 1995 bis 2002 Bürgermeister der Gemeinde Gröbers. Ab 1999 war er Mitglied im Kreistag des Saalkreises. Bei der Landtagswahl im April 2002 wurde er als Direktkandidat der CDU über den Wahlkreis 38 (Bad Dürrenberg-Saalekreis) in den Landtag von Sachsen-Anhalt gewählt. Das Direktmandat gewann er mit 40,5 % der Erststimmen. Er gehörte dem Landtag bis 2006 an und war dort Mitglied des Ausschusses für Umwelt.
Des Weiteren war Koch von 1996 bis 2004 Präsident des Sportvereins Eintracht Gröbers.